# Бой у Суджук-Кале
Бой у Суджук-Кале 23 августа 1773 года — морской бой в Чёрном море между отрядом русских кораблей и турецкой эскадрой в ходе русско-турецкой войны 1768—1774 годов. Окончился победой российского флота.
В августе 1773 года русское командование получило сведения о подготовке турецкого флота к походу из Синопа к берегам Крыма для высадки десанта и поднятия восстания крымских татар. Для противодействия этим планам в Чёрное море вышла российская Донская военная флотилия под командованием вице-адмирала А. Н. Сенявина. Поскольку одним из наиболее вероятных мест появления турецкого флота была турецкая крепость Суджук-кале (на месте современного Новороссийска), Сенявин направил к ней в крейсерство отряд кораблей под командованием капитана 2-го ранга И. Г. Кинсбергена (фрегат «Второй», 4 «новоизобретенных» корабля («Журжа», «Азов», «Модон» и «Корон», 2 бота, 70-80 орудий).
С 21 августа 1773 года этот отряд выполнял поставленную задачу. 22 августа «новоизобретенный» корабль «Корон» из-за повреждения грот-мачты был отослан в Кречь для ремонта.
23 августа в районе крепости Суджук-кале была обнаружена идущая к ней турецкая эскадра в составе: 4 линейных корабля, вооруженных по виду 60-80 орудиями, а также ещё 6 военных и 7 транспортных судов (данные согласно шканечного журнала корабля «Азов»). В литературе очень часто указывается несколько иной состав турецкой эскадры — 3 линейных корабля (на каждом от 60 до 80 орудий), 4 фрегата, 3 шебеки, 8 транспортов с десантом).
В описании сражения в российской историографии весьма значительные разногласия. По первичным документам (донесение А. Н. Сенявина, флагманский журнал И. Г. Кинсбергена, шканечный журнал корабля «Азов»), бой проходил так: вышедший навстречу противнику для его опознания и оценки фрегат «Второй» под флагом командира отряда далеко оторвался от главных сил. Опознав неприятеля, Кинсберген поднял сигнал остальным кораблям немедленно присоединиться к нему, сам же до их подхода остался перед приближающимся неприятелем на выгодном наветренном положении с целью удержать его. Поэтому первоначально в бой вступил только один русский фрегат против 4-х линейных кораблей.
Впрочем, по причине невыгодного положения под ветром турки вели бой без инициативы, не попытались манёвром охватить и уничтожить одинокий русский корабль и сорвать соединение русского отряда. Все их действия были подчинены только одной цели как можно скорее прорваться в Суджук-кале, хотя обладая огромным перевесом в кораблях и в артиллерии они имели реальную возможность разгрома русского отряда. Однако даже не все турецкие корабли участвовали в бою. Бой на встречных курсах продолжался с 14-30 по 16-30. Когда линии противоборствующих кораблей разминулись, турки не меняя курса устремились в Суджук-кале, а русские корабли из-за своей тихоходности не могли их непосредственно преследовать. После завершения поворота вслед неприятелю они только смогли вести вдогонку ему артиллерийский огонь с большой дистанции, дойдя до зоны действия огня береговых батарей. После чего сражение завершилось.
Организовав наблюдение за рейдом крепости, Кинсберген ночью привёл свой отряд на соединение с эскадрой Синявина для организации отпора прорыва турок к Крыму. Однако командир турецкой эскадры от плана высадки десанта в Крым отказался и вскоре увёл свою эскадру обратно в Синоп.
Дерзкий бой небольшого русского отряда против многократно превосходящего противника стал второй славной победой русского флота на Чёрном море (вслед за Балаклавским морским боем). Вся запланированная турецкая операция была сорвана в самом её начале. Хотя не удалось уничтожить ни один турецкий корабль, но на некоторых из них наблюдались значительные повреждения. Русские корабли имели несколько попаданий, повреждения от которых в последующие дни были устранены в море, убитых и раненых в экипажах не было.
За этот бой Кинсберген был награждён орденом Святого Георгия 3-й степени.
Иные, несколько приукрашенные, версии боя существуют в военно-исторических работах ряда авторов (В. Ф. Головачев, Р. С. Скаловский, Н. В. Новиков, А. В. Висковатов, Ф. Ф. Веселаго): что Кинсберген принял решение атаковать головные корабли турок сосредоточенной атакой или со взятием их «в два огня» (прорезание строя турецких кораблей для ведения огня артиллерией обеих бортов своих кораблей), что якобы бой вёлся с самых близких дистанций вплоть до ружейного огня с палуб, что русские пытались атаковать турок ботами в качестве брандеров.